# Kisari Mohan Ganguli
Pour les articles homonymes, voir Ganguly.
Cette page contient des caractères d'alphasyllabaires indiens. En cas de problème, consultez Aide:Unicode.
Kisari Mohan Ganguli, parfois désigné sous le nom K. M. Ganguli, né à Janai (en) au Bengale-Occidental le 1er décembre 1848 et mort le 15 janvier 1908 à Calcutta, est un avocat et journaliste indien connu principalement pour sa traduction intégrale en anglais du Mahabharata.

## Biographie
Kisari Mohan Ganguli, transcription anglicisée du bengali কিশোরী মোহন গঙ্গোপাধ্যায় (Kiśōrī Mōhana Gaṅgōpādhyāẏa), est né dans une famille brahmane kulin (en) modeste le 1er décembre 1848 à Janai (en), un village situé à quelques kilomètres de Calcutta qui faisait alors partie de la présidence du Bengale de l'Inde britannique. Il est le fils de Chandranath Ganguli, un sanskriste distingué qui parlait anglais et avait servi comme fonctionnaire, et de sa seconde épouse Durga Devi. Elle meurt en 1852 et Kisari Mohan est élevé avec son frère cadet Rajmohan par leurs grands-parents maternels Srinath Mukherjee et Kali Kumari Devi. Il commence ses études à l'école élémentaire de son village puis continue jusqu'en 1864 dans une école d'inspiration anglaise fondée à Janai par son père et un oncle. Il passe cette année-là son examen d'entrée à l'université.
Il obtient son baccalauréat en arts du Presidency College de Calcutta en 1869,, mais il ne poursuit pas ses études et occupe différents postes pour gagner sa vie,. Il prend ainsi la direction de l'école de Janai puis devient fonctionnaire commis à la correspondance dans le Département des travaux publics. Il quitte l'administration en 1875 pour se consacrer au journalisme. Il dirige parallèlement la Calcutta Training Academy entre 1876 et 1878 et passe un baccalauréat en droit en 1877. Il exerce pendant cinq ans la profession d'avocat notamment au barreau d'Hoogly,, puis devient à partir de 1883 éditeur de l’hebdomadaire Reis and Rayyet. Il succède à la tête de ce journal à la mort de son directeur et fondateur Sambhu Chandra Mukherjee lorsque ce dernier meurt en 1894. Il contribue également au mensuel The National Magazine entre 1890 et 1900,.
Sa maîtrise de l'anglais et du sanskrit lui permettent de traduire le Mahabharata en anglais dans son intégralité entre 1883 et 1896. Il entame aussi la traduction en anglais de la Charaka Samhita publiée sous forme de fascicules à partir de 1890 mais il ne peut l'achever . 
On lui attribue le titre honorifique de Pandit lorsqu'il devient public qu'il est l'auteur de la traduction du Mahabharata et une pétition est adressée en 1898 à Arthur Balfour, alors premier lord du Trésor, pour qu'il lui soit octroyé une pension civile en reconnaissance de son travail. Elle est signée par d'importantes personnalités telles que Monier-Williams, Edwin Arnold, George Birdwood (en), Edward Cowell et Roper Lethbridge (en). Le vice-roi Lord Elgin refuse, mais l'année suivante son successeur Lord Curzon lui accorde une rente annuelle de 600 roupies,.
Dans les dernières années de sa vie, Kisari Mohan Ganguli écrit de nombreuses pétitions et mémoranda qui influencent la législation et l'administration des autorités coloniales anglaises. Il meurt à Calcutta d'une attaque de dysenterie le 15 janvier 1908. Il était veuf et avait un fils unique, Hari Charan Ganguli, comme lui juriste et sanskriste,.

## Traduction du Mahabharata

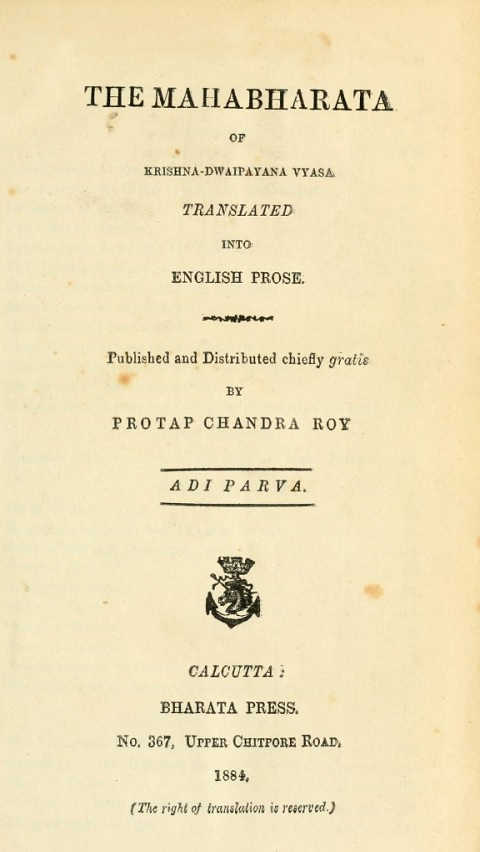
Page de couverture du Mahabharata traduit par Kisari Mohan Ganguli (réimpression de 1884)

La publication de la traduction en anglais du Mahabharata est l'œuvre de Pratapa Chandra Roy, un libraire de Calcutta qui avait déjà distribué à titre gracieux une version en bengali depuis juin 1869. Il avait fait le projet de consacrer sa modeste fortune à faire connaître la littérature ancienne indienne, non seulement aux Indiens mais aussi aux colons britanniques. Dans cet esprit, il a fondé une association, la Datavya Bharat Karyalaya, et projetait de distribuer gratuitement un Mahabharata traduit en anglais sous forme de fascicules. Pour réaliser la traduction, il choisit Kisari Mohan Ganguli qui en raconte l'histoire dans la postface qui accompagne le 100e et dernier fascicule.
Pratapa Chandra Roy est venu le voir avec Durga Charan Banerjee, probablement vers la fin de 1882 à Shibpur où il était en convalescence, pour le convaincre de traduire le Mahabharata en anglais. Inquiet face à la difficulté et l'ampleur de la tâche, Kisari Mohan Ganguli consulte son ami Sambhu Chandra Mukherjee. Ce dernier lui propose d'évaluer la faisabilité de la traduction en comparant son travail avec un exemple fourni par Max Müller. La douzaine de pages qu'il produit sont soumises à des orientalistes de renoms qui tous la valident. Le projet peut alors commencer mais pensant ne pas être en mesure de terminer la traduction, il demande à rester anonyme. Son nom est donc absent de la préface du premier fascicule paru en mai 1883 et ce n'est qu'à la fin, 13 années plus tard, qu'il apparaît enfin dans la postface du dernier publié en avril 1896,.
La traduction est entièrement l'œuvre de Kisari Mohan Ganguli si ce n'est quelques passages où il est accompagné par Sambhu Chandra Mukherjee et par Krishna Kamal Bhattacharyya (bn). Son texte est constitué à partir des deux principales versions sanskrites du Mahabharata disponibles à l'époque : l'édition dite de Calcutta en quatre volumes publiée entre 1834 et 1839 par l'Asiatic Society of Bengal, et l'édition dite de Bombay en 18 volumes incluant les commentaires de Nilakantha (en) publiée une première fois entre 1862 et 1863 par Gaṇapata Kṛṣṇājī's Press. S'il se base en général sur la version de Calcutta pour la première partie de sa traduction et sur la version de Bombay pour la seconde, il utilise aussi marginalement les trois versions bengali à sa disposition. Il lui arrive également d'intervertir l'ordre des vers pour tenter de retrouver une séquence originelle qui se serait perdue. Mais pour éviter les erreurs d'interprétation, il s'appuie sur les commentaires Nilakantha  et sollicite l'aide de sanskristes renommés de Calcutta parmi lesquels Ram Nath Tarkaratna et Shyama Charan Kaviratna.
Juste avant sa mort qui survient en janvier 1895, Pratapa Chandra Roy fait promettre à Kisari Mohan Ganguli d'achever la traduction. La publication des fascicules se poursuit donc sous la supervision de sa veuve, Sundari Bala Roy, qui y consacre jusqu'à sa dot,. 
La critique de la fin du XIXe siècle, tant indienne qu'émanant d'orientalistes occidentaux, est élogieuse. La plupart louent la fluidité et la fidélité de la traduction. Tout au plus, certains comme Auguste Barth regrettent l'absence d'index, de numérotation qui permette de faire la correspondance avec l'édition de Calcutta, et la transcription sans diacritiques des noms propres. George Abraham Grierson note aussi que des passages sont traduits du bengali et non du sanskrit. La critique moderne, telle qu'incarnée par les traducteurs français Schaufelberger et Vincent note cependant que « cette traduction victorienne se remarque par son goût pour les périphrases, par ses omissions quand il s'agit de difficultés du texte et par ses interprétations systématiquement brâmhanisantes […] ».